# María Poey de Canelo
 María Poey de Canelo  es una película documental muda de Argentina filmada en blanco y negro dirigida por Ricardo Villarán sobre su propio guion que se estrenó en febrero de 1928 y tuvo como protagonistas a María Poey de Canelo y una hija.

## Sinopsis
La película tiene seis metros de extensión y trata sobre el asesinato de Carlos Ray y el drama de su amante  María Poey de Canelo acusada injustamente de haberlo matado. Además de Poey de Canelo participan su madre y su hija así como dos actores para la reconstrucción.

## El hecho histórico
En la madrugada del 10 de septiembre de 1926 Carlos Ray fue asesinado a balazos en su casa de Vicente López, provincia de Buenos Aires. Convivía allí con María Poey de Canelo, una mujer joven y bien parecida a la que había conocido a dos años de recibido de médico, en 1917, y un tiempo después de haberse ella separado de su esposo y padre de su única hija, de 14 años a la fecha del homicidio. Poey declaró que a poco de dormirse escucharon ruidos y encendieron las luces encontrando a dos hombres enmascarados que les dispararon y escaparon; Ray cayó inconsciente y la mujer tomó de la mesa de luz un revólver con el que hizo disparos al aire, para pedir auxilio.
La autopsia judicial del médico Pedro Pando dictaminó que Ray había sido envenenado con cianuro, por lo que el juez ordenó la detención de María Poey y de otras personas pero un segundo estudio de las vísceras del muerto indicó que no había cianuro, y un tercer estudio a cargo de una comisión lo ratificó tras veintiséis horas de labor.
Por entonces trascendió en la prensa el estudio psicológico hecho el director y Subdirector del Hospital Melchor Romero, Eusebio Albina y Antonio González, que descalificaba a Poey como “una perversa instintiva cuyo punto más saliente es la vida privada irregular, las costumbres licenciosas, que precisamente constituyen la manifestación social común en los perversos del género femenino", y recusaba su reacción tras el hecho afirmando que una mujer común, en esa situación, se desmaya y nunca toma un revólver y pide socorro a gritos. 
En diciembre un delincuente herido de gravedad y detenido cuando intentó un asalto confesó que había participado en el asesinato de Ray con dos cómplices y la policía encontró parte de lo robado y el 30 de diciembre Poey fue puesta en libertad luego de 90 días de encierro, durante las cuales la mujer escribió sus memorias. El 7 de noviembre de 1927 el juez ordena nuevamente la detención de Poey pero la Cámara 3° de Apelaciones revocó la detención, sobreseyó a Poey.
El crimen fue tratado en algunos diarios con notas que contenían calificaciones acerca de Poey tales como la de “prototipo de una mujer aventurera, falta de escrúpulos y de una vida verdaderamente azarosa" que seducía hombres ricos para que le hicieran regalos valiosos y otra índole de favores y versiones según las cuales el fallecido sabía de esos manejos y los aprovechaba en su beneficio económico personal. Los diarios La Razón y Última Hora se adherían a la hipótesis de la culpabilidad de María Poey en tanto Crítica suscribía la tesis del comisario Eduardo Santiago, jefe de Investigaciones de la Policía Federal que había sido un intento de robo.

## Nueva película sobre el crimen
Años después se filmó la película, Los acusados dirigida por Antonio Cunill (hijo) sobre su propio guion escrito en colaboración con Marco Denevi y Mario Soffici según el argumento de Marco Denevi basado en el caso Ray, que se estrenó el 10 de marzo de 1960 y que tuvo como protagonistas a Silvia Legrand, Mario Soffici, Guillermo Battaglia, Alita Román y Julián Bourges.

## Intérpretes
Colaboraron en el filme los siguientes intérpretes:
- María Poey de Canelo
- Luisa de Poey
- Matilde Poey
- Álvaro Escobar
- Enrique Centurioni